# Grote Prijs Raf Jonckheere 1981
De 31e editie van de Belgische wielerwedstrijd Grote Prijs Raf Jonckheere werd verreden op 27 juli 1981. De start en finish vonden plaats in Westrozebeke. De winnaar was Noël Dejonckheere, gevolgd door Etienne De Beule en Ronny Vanmarcke.

## Uitslag
| Grote Prijs Raf Jonckheere 1981 |                   |                 |      |
| Plaats                          | Naam              | Ploeg           | Tijd |
| Winnaar                         | Noël Dejonckheere | Teka-Campagnolo |      |
| 2                               | Etienne De Beule  | Vermeer Thijs   |      |
| 3                               | Ronny Vanmarcke   | Keukens Mauri   |      |

1951 · 1952 · 1953 · 1954 · 1955 · 1956 · 1957 · 1958 · 1959 · 1960 · 1961 · 1962 · 1963 · 1964 · 1965 · 1966 · 1967 · 1968 · 1969 · 1970 · 1971 · 1972 · 1973 · 1974 · 1975 · 1976 · 1977 · 1978 · 1979 · 1980 · 1981 · 1982 · 1983 · 1984 · 1985 · 1986 · 1987 · 1988 · 1989 · 1990 · 1991 · 1992 · 1993 · 1994 · 1995 · 1996 · 1997 · 1998 · 1999 · 2000 · 2001 · 2002 · 2003 · 2004 · 2005 · 2006 · 2007 · 2008 · 2009 · 2010 · 2011 · 2012 · 2013 · 2014 · 2015 · 2016 · 2017 · 2018 · 2019 · 2020 · 2021 · 2022